# Burger War
Burger Wars es el décimo episodio de la primera temporada de la serie animada de TV Bob's Burgers. Se emitió originalmente por Fox en Estados Unidos el 10 de abril de 2011.
Fue escrito por Loren Bouchard y dirigido por Boohwan Lim. Recibió críticas positivas por la interacción de personajes, bromas y argumento. De acuerdo a las mediciones de audiencia, fue visto por 4 millones de hogares en su emisión original. Cuenta con actuaciones invitadas de Kevin Kline, David Herman, Jay Johnston, Andy Kindler, Larry Murphy, Laura Silverman y Sarah Silverman.

## Argumento
Los Belcher están en el restaurante esperando por el arrendador, Dr. Fischoeder (Kevin Kline), para ver si renueva el contrato de alquiler. Cuando finalmente llega dice que Jimmy Pesto (rival de negocios de Bob) quiere construir una tienda de regalos donde está el restaurante de hamburguesas. Por lo tanto le dice a Bob que no renovarán si no le pagan todo en un par de días.
Como siempre se atrasan con el pago, Bob y Linda no están seguros de poder llegar a la fecha impuesta. A Bob le molesta que Tina esté enamorada de Jimmy Jr. y que Louise sea amiga de los mellizos Andy y Ollie Pesto. Debido a la enemistad de los padres, estas relaciones hacen las cosas más extrañas. Cuando los chicos llegan de la escuela Jimmy cuelga una banderola en su restaurante diciendo que ahora también sirven hamburguesas, haciendo que Bob y Linda vayan a protestar; allí también ven a Mort y Teddy (clientes regulares y amigos de Bob) entrando para comer en lo de Pesto.
Mientras Jimmy continúa tratando de arruinar el negocio rival, los Belcher tratan diferentes cosas para obtener el dinero de la renta, inclusive pidiendo sugerencias a los chicos. Gene sugiere música en vivo, Tina bailes sensuales y Louise vudú. Linda da la idea de panfletos con la oferta de mitad de precio. A la noche, Jimmy prueba su propia hamburguesa y la saca del menú por su mal sabor.
En el día del vencimiento de la renta, Louise planea obtener un mechón de pelo de Jimmy para controlar su mente mediante el vudú en su camino a la escuela. Tina quiere que la ayude a poder bailar sensualmente con Jimmy Jr. y que así recuerde que están saliendo y Gene quiere que lo ayude a tener un concierto en el mundo de la música. Louise acepta pero necesita un mechón del pelo de todos. Hace una muñeca vudú con una patata y el pelo de Tina y le pide a Andy y Ollie que le traigan un mechón del hermano (encargo que cumplen). Vuelve con los mellizos a la casa para seguir trabajando en su brujería por lo que a Bob solamente le quedan Tina y Gene para repartir los panfletos.
Luego ven que Jimmy Pesto utiliza los papeles para su propio beneficio al decir que al llevar los volantes de Bob, la comida sale mitad de precio. Esto hace que éste pierda todos los clientes (inclusive Mort ya que la madre decide ir también). Como último recurso, Bob trata de preparar la difícil hamburguesa llamada "Meatsiah" (juego de palabras de "mesiah" (mesías) y "meat" (carne)) en porciones individuales. Luego enviaría a Gene a repartirlas en el restaurante de Pesto para recuperar la clientela.
Louise completa sus patatas vudú en el sótano pero necesita pelo de Jimmy Pesto (padre). Lo consigue al decirle que es una donación para el cáncer de bigote y se da cuenta de que el pianista del lugar está enfermo. Se lo cuenta a Gene y éste llega preparado para dar su concierto con Louise tocando la batería. Mientras el deseo de Gene se cumple, Tina logra bailar sensualmene con Jimmy Jr. gracias a la música y Linda descubre que el hijo está dando su primer concierto y va a verlo.
Bob termina de hacer las muestras y se da cuenta de que toda su familia también está en lo de Pesto. Cruza con la comida vistiendo el disfraz de hamburguesa de Gene, comienza a repartirla entre los clientes y termina en una pelea con Jimmy en la calle. El Dr. Fischoeder llega luego del enfrentamiento y anuncia que el contrato de los Belcher no será renovado. Sin embargo, cuando está dando el anuncio huele las Meatsiah y las prueba; dice que a Bob no le importa el negocio pero sí la calidad de su comida. Esto lleva a la renovación pero con ciertas reglas que acuerdan.
El episodio termina con Gene tocando su música, Tina bailando con Jimmy Jr., Andy y Ollie saliendo del sótano y danzando con los demás mientras que Jimmy (padre) se va enojado a su propia tienda.

## Recepción
En su emisión original en Estados Unidos, "Burger Wars" fue visto por un estimado de 4 millones de hogares y recibió una medición de 1.9/5% del share en adultos entre 18-49 años, un descenso desde el episodio anterior y el más bajo de la temporada.
El episodio recibió críticas positivas. Rowan Kaiser de A. V. Club lo calificó con una B+, el más alto de la noche y empatando con Art Crawl. Le gustaron la historia, el humor y alabó la actuación de Kristen Schaal y Kevin Kline además del regreso de la familia Pesto pero le pareció una mezcla rara.